# New Germany (Stati Uniti d'America)
New Germany è un comune degli Stati Uniti d'America, situato nello Stato del Minnesota, nella Contea di Carver.

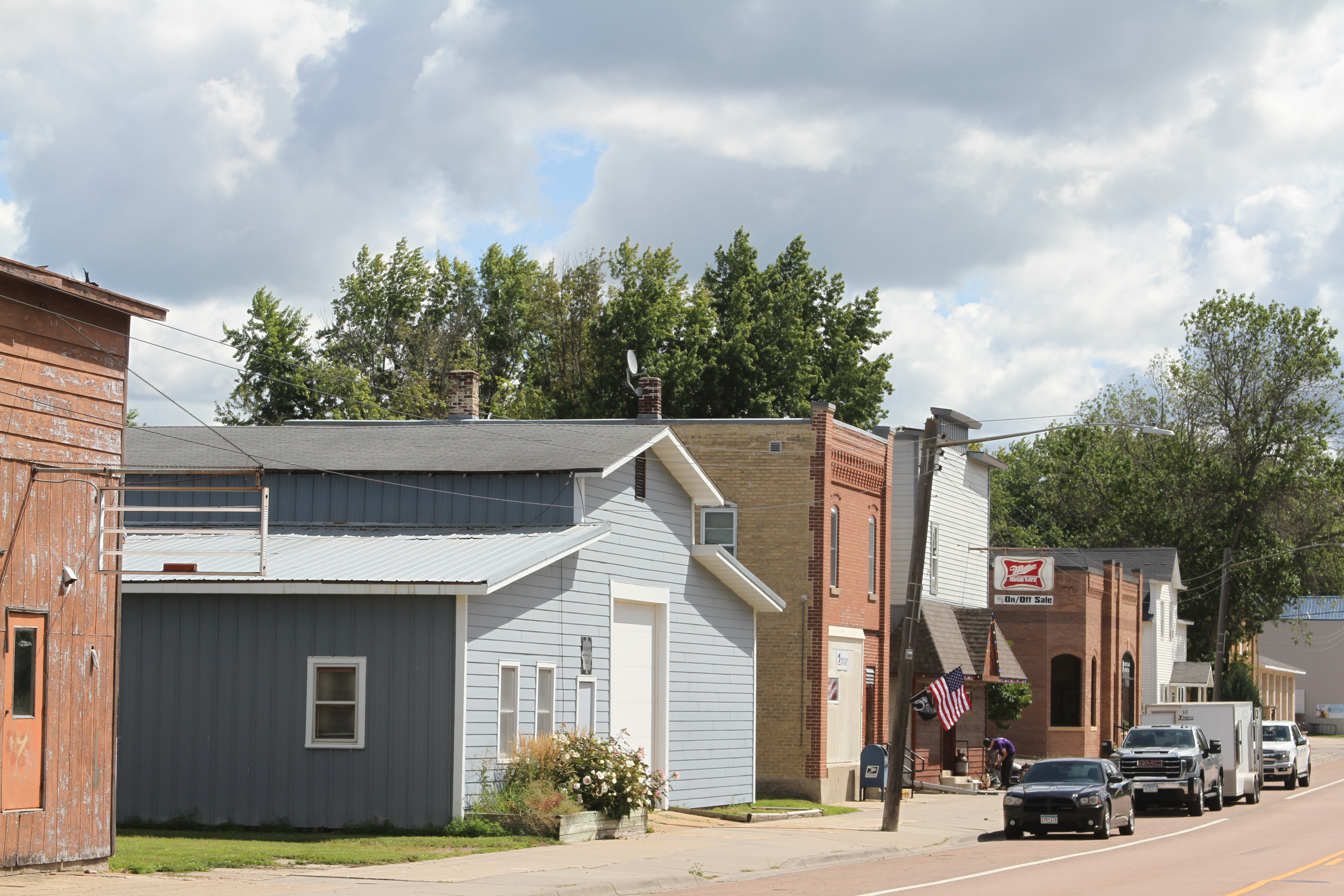
New Germany
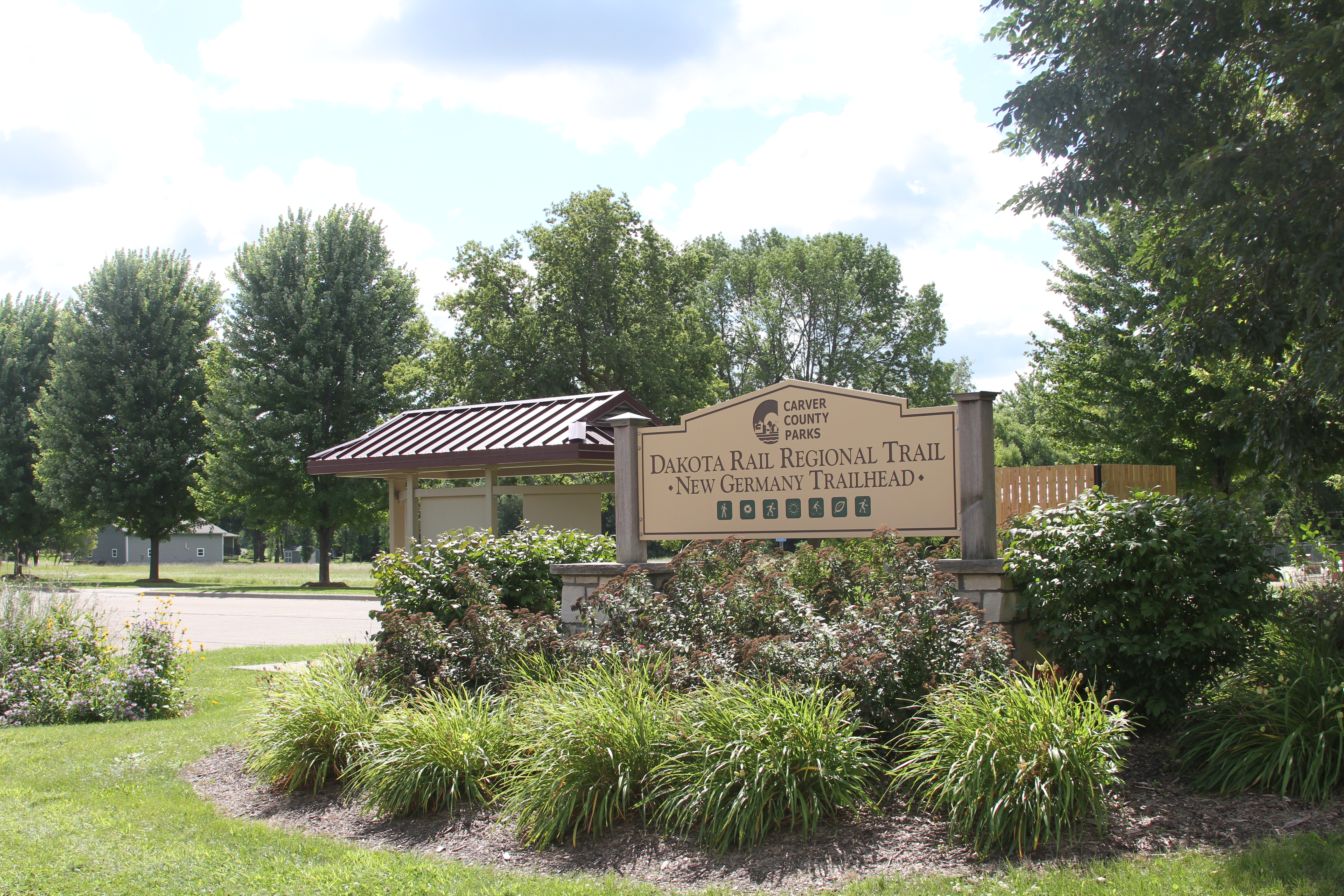
Dakota Rail Regional Trail